# حزب حق و آزادی
حزب حق و آزادی یا هاک-پار در ۱۱ فوریه ۲۰۰۲، به عنوان بدیلی برای حزب خلق دموکراتیک در ترکیه، توسط عبدالملک فرات در راستای مقابله با پ‌ک‌ک تأسیس شد.عبدالملک فرات پیش از آن عضو حزب دموکرات ترکیه بود. رهبر فعلی این حزب کمال بورکای است که پس ۳۰ سال زندگی در تبعید در اروپا به وطنش بازگشته است. کمال بورکای پیش از آن دبیر کل حزب سوسیالیست کردستان بود. بدلیل رابطه با دولت ترکیه و انزجار از حزب صلح و دموکراسی و پ‌ک‌ک، این حزب پایگاه مردمی چندانی ندارد.